# Anellozetes processus
Anellozetes processus är en kvalsterart som först beskrevs av Sandór Mahunka 1984.  Anellozetes processus ingår i släktet Anellozetes och familjen Humerobatidae. Inga underarter finns listade i Catalogue of Life.